# Scooby Doo: Epoka Pantozaura
Scooby Doo: Epoka Pantozaura (ang. Scooby-Doo! Legend of the Phantosaur) – 21. film animowany i 16. pełnometrażowy film z serii Scooby Doo. Wyprodukowany w roku 2011. Następca filmu Scooby Doo: Wakacje z duchami.

## Fabuła
Scooby Doo wraz z Kudłatym, Velmą, Daphne i Fredem odkrywają przerażającego Pantozaura – legendarnego dinozaura, który został wskrzeszony by strzec skarbów w pustynnych jaskiniach.

## Wersja polska
Dystrybucja na terenie Polski: Galapagos Films

Wersja polska: Master Film

Reżyseria: Dobrosława Bałazy

Dialogi: Karolina Kowalska

Dźwięk: Mateusz Michniewicz

Montaż: Gabriela Turant-Wiśniewska

Kierownictwo produkcji: Katarzyna Górka

Teksty piosenek: Andrzej Brzeski

Kierownictwo muzyczne: Piotr Gogol

Wystąpili:
- Ryszard Olesiński – Scooby Doo
- Jacek Bończyk – Kudłaty
- Agata Gawrońska-Bauman – Velma
- Jacek Kopczyński – Fred
- Beata Jankowska-Tzimas – Daphne
- Mirosław Wieprzewski – Pan Hubley
- Anna Apostolakis – prof. Svankmajer
- Leszek Zduń – Winsor
- Jacek Król

Śpiewali: Artur Bomert, Magdalena Tul, Patrycja Kotlarska, Adam Krylik, Jakub Molęda, Piotr Gogol
Lektor: Paweł Bukrewicz